# Newcastle (New South Wales)
Newcastle ist eine australische Hafenstadt im Bundesstaat New South Wales. Sie liegt etwa 160 km nördlich von Sydney, an der Mündung des Hunter River. Die Stadt hat ca. 350.000 Einwohner.

## Geschichte
Der erste Versuch einer Ansiedlung der Briten auf dem heutigen Stadtgebiet im Jahre 1798 schlug fehl. Für den Export der Kohle, die in der Region in großen Mengen gefördert wurde, benötigte man jedoch einen Hafen. Im Jahr 1804 wurde das Gebiet daher erneut unter dem Namen King's Town besiedelt, später aber in Newcastle umbenannt.
Am 8. Juni 1942 feuerte ein japanisches U-Boot einige Granaten auf Newcastle, wobei jedoch keine Menschen zu Schaden kamen und nur geringer Sachschaden entstand.
Newcastle besitzt einen großen Güterhafen, in dem die Produkte der Stahlindustrie in der Region verschifft werden. Außerdem besitzt Newcastle einen kleinen Flughafen und eine Eisenbahnlinie an der Hauptstrecke Sydney-Brisbane. Des Weiteren ist Newcastle mit Sydney über eine vierspurige Autobahn verbunden.
Die Stadt Newcastle erstreckt sich über mehrere lokale Verwaltungsgebiete: Newcastle City, das seinen Verwaltungssitz im Stadtzentrum von Newcastle hat, Lake Macquarie City, Cessnock City, Maitland City und Port Stephens Council.
Seit Februar 2019 verkehrt in Newcastle eine Straßenbahn, die den nach außerhalb verschobenen Bahnhof mit der Innenstadt verbindet. Ferner gibt es eine Fährverbindung zwischen dem südöstlichen Stadtkern und der Halbinsel Stockton.
Auch heute ist das wichtigste Exportgut der Region Kohle, die in großen Mengen vom Hafen aus exportiert wird.

## Söhne und Töchter der Stadt
- William Dobell (1899–1970), Maler und Bildhauer
- Ernest Victor Tweedy (1901–1965), Geistlicher
- John Olsen AO OBE (1928–2023), Maler, auch Keramiker, Bildwirker und Druckgrafiker
- John Tresidder (* 1932), Bahnradsportler
- Warren Scarfe (1936–1964), Radrennfahrer
- Patricia Margaret Selkirk (* 1942), australische Biologin und Ökologin
- Dale Spender (1943–2023), australische Feministin, Lehrerin und Schriftstellerin
- David Hill (* 1946), Fernsehproduzent
- Phillip Avalon (* 1955), Drehbuchautor, Produzent und Regisseur
- Jane Comerford (* 1959), Musikdozentin und Leadsängerin der deutschen Countryband „Texas Lightning“
- Brian Mascord (* 1959), römisch-katholischer Geistlicher, Bischof von Wollongong
- David Graham (* 1962), Tennisspieler
- Peter Doohan (1961–2017), Tennisspieler
- Mark McGowan (* 1967), Politiker
- Sophie Lee (* 1968), Schauspielerin
- Nicki Parrott (* 1970), Jazzsängerin und Komponistin
- Michelle Andrews (* 1971), Hockeyspielerin
- Susie Porter (* 1971), Filmschauspielerin
- Lee Priest (* 1972), Bodybuilder
- Sarah Wynter (* 1973), Schauspielerin
- Andrew Burton (* 1974), Snowboarder
- Robert „Robbie“ Middleby (* 1975), Fußballspieler
- Natalie Ward (* 1975), Softballspielerin
- Josh Watson (* 1977), Schwimmer
- Clayton Zane (* 1977), Fußballspieler
- Ben Gillies (* 1979), Schlagzeuger der Grunge-Band „Silverchair“
- Daniel Johns (* 1979), Sänger von „Silverchair“ und „The Dissociatives“
- Oenone Wood (* 1980), Radrennfahrerin
- Abbie Cornish (* 1982), Schauspielerin
- Beau Busch (* 1984), Fußballspieler
- Stuart Musialik (* 1985), Fußballspieler
- Nathan Outteridge (* 1986), Segler
- Iain Jensen (* 1988), Segler
- Angie Bainbridge (* 1989), Schwimmerin
- Jason Hoffman (* 1989), Fußballspieler
- Peter Lewis (* 1990), Bahnradsportler
- Rhys Nicholson (* 1990), Komiker, Schauspieler und Drehbuchautor
- Benjamin „Ben“ Kantarovski (* 1992), Fußballspieler
- Emily van Egmond (* 1993), Fußballspielerin
- Catriona Bisset (* 1994), Mittelstreckenläuferin
- Jesse Ewart (* 1994), australisch-irischer Radrennfahrer
- Geraldine Viswanathan (* 1995), Schauspielerin
- Kailani Craine (* 1998), Eiskunstläuferin
- Abbey Harkin (* 1998), Schwimmerin
- Connor Metcalfe (* 1999), Fußballspieler

## Klima
|                       | Jan  | Feb   | Mär   | Apr   | Mai   | Jun   | Jul  | Aug  | Sep  | Okt  | Nov  | Dez  |   |         |
| Mittl. Tagesmax. (°C) | 25,5 | 25,4  | 24,7  | 22,8  | 19,9  | 17,4  | 16,7 | 17,9 | 20,1 | 22,1 | 23,6 | 24,9 | ⌀ | 21,7    |
| Mittl. Tagesmin. (°C) | 19,1 | 19,3  | 18,2  | 15,2  | 11,9  | 9,6   | 8,4  | 9,1  | 11,3 | 13,9 | 16,0 | 17,9 | ⌀ | 14,1    |
|                       |      |       |       |       |       |       |      |      |      |      |      |      |   |         |
| Niederschlag (mm)     | 91,4 | 105,6 | 121,9 | 115,9 | 118,6 | 117,7 | 97,2 | 76,2 | 73,7 | 74,3 | 69,5 | 82,4 | Σ | 1.144,4 |
|                       |      |       |       |       |       |       |      |      |      |      |      |      |   |         |
| Regentage (d)         | 11,1 | 11,1  | 12,2  | 11,9  | 12,1  | 11,7  | 10,8 | 10,3 | 10,0 | 10,9 | 10,5 | 10,5 | Σ | 133,1   |

| 19,1 |

| 19,3 |

| 18,2 |

| 15,2 |

| 11,9 |

| 9,6 |

| 8,4 |

| 9,1 |

| 11,3 |

| 13,9 |

| 16,0 |

| 17,9 |

| 19,1 |

| 19,3 |

| 18,2 |

| 15,2 |

| 11,9 |

| 9,6 |

| 8,4 |

| 9,1 |

| 11,3 |

| 13,9 |

| 16,0 |

| 17,9 |

## Städtepartnerschaften
Newcastle listet folgende drei Partnerstädte auf:
| Stadt               | Land                   | seit |
| ------------------- | ---------------------- | ---- |
| Arcadia             | Vereinigte Staaten     |      |
| Newcastle upon Tyne | Vereinigtes Königreich | 1987 |
| Ube                 | Japan                  | 1980 |